# Георгий Палеолог Кантакузин
Георгий Палеолог Кантакузин (греч. Γεώργιος Παλαιολόγος Καντακουζηνός, ок. 1390—1456/1459) — византийский аристократ, учёный и авантюрист. Известен также под турецким прозвищем «Сачатай», которое он получил во время службы у морейского деспота Константина в начале своей карьеры.

## Биография
Представитель византийского рода Кантакузинов. Старший сын севастократора и деспота морейского Димитрия Палеолога Кантакузина. Среди его сестер были Ирина Кантакузина, жена деспота Сербии Георгия Бранковича, и Елена Кантакузина, жена последнего трапезундского императора Давида Комнина.
Кроме того, Георгий Кантакузин был двоюродным братом двух последних византийских императоров Иоанна VIII Палеолога и Константина XI Палеолога.
Он провёл свою юность в Константинополе, столице Византийской империи, где его учителем был монах, астроном и математик Иоанн Хортасмен. Позже он переехал в Морейский деспотат, где он упоминается в документах Дубровника с 1431 года. Он имел научные склонности и помогал библиотеке в городе Калаврита, которую он посетил вместе с Кириаком из Анконы в 1436 году.
В сентябре 1437 года морейский деспот Константин Палеолог (будущий императора Константин XI) отбыл в Константинополь, чтобы управлять столицей во время отсутствия своего старшего брата Иоанна VIII, Георгий также покинул Грецию. Георгий Палеолог посетил свою сестру Елену в Трапезунде, затем прибыл к другой сестре Ирине в Сербию, где и решил поселиться. Он помогал в строительстве и обороне замка Смедерево, которые в 1430 году начал его зять, сербский деспот Георгий Бранкович. Некоторое время он командовал крепостным гарнизоном. В манускрипте Прокопия от 31 мая 1454 года упоминается, что Георгий Кантакузин проживал в Смедерево и владел городской крепостью.
Его правнук, византийский историк Теодорос Spandounes, сообщал, что Георгий Кантакузин руководил обороной города Смедерево во время венгерской осады в 1456 году. Несмотря на то, что враги захватили в плен его сына Теодора и пронесли его перед крепостными стенами, Георгий отказался сдавать крепость венграм.
Историк-византинист Дональд Никол, изучавший династию Кантакузинов, считал, что Георгий Кантакузин не мог находиться в Смедерево во время взятия крепости османским султаном Мурадом II в 1439 году, когда обороной крепости руководил его брат Фома Кантакузин, ни во время последней осады и взятия Смедерево султаном Мехмедом II Фатихом в 1459 году.
Д. Никол считает, что Георгий Кантакузин скончался между 1456 и 1459 годами, и утверждает, что Георгий Кантакузин — это не тот член рода Кантакузинов, который, согласно византийскому историку Георгию Сфандзи, оказался замешан в конфликте морейских деспотов, братьев Димитрия и Фомы Палеологов в 1459 году.

## Семья
Гуго Бузак, составивший родословную своей жены Каролы Кантакузины де Флори, называет Георгия Палеолога Кантакузина её дедом и братом последнего византийского доместика Андроника Палеолога Кантакузина.
Историк Теодорос Spandounes заявлял, что Георгий Кантакузин является его дедом по материнской линии и внуком византийского императора Иоанна VI Кантакузина. Д. Никол считал, что Spandounes ошибался, а Георгий Кантакузин был правнуком императора Иоанна VI Кантакузина и внуком Матфея Кантакузина. Никол подтвердил, что его отцом был морейский деспот Димитрий Кантакузин.
Имя и происхождение жены Георгия Кантакузина неизвестно. Гуго Бузак сообщал, что у него было девять детей (четверо сыновей и пять дочерей). По данным Д. Никола, его детьми были:
- Теодор Кантакузин (ум. в 1459?)
- Мануил Кантакузин (упом. в 1450—1470 годах)
- Фома Кантакузин (упом. в 1460), известен только по генеалогии Бузака
- Димитрий Кантакузин
- дочь, ставшая женой Георгия Рауля, который служил в качестве посланника при морейском деспоте Фоме Палеологе в июле 1460 года
- дочь, жена Николая Палеолога
- Зоя Кантакузина де Флори, жена Жака II де Флори, титулярного графа Яффы, и мать Каролы, жена Гуго Бузака
- Анна Кантакузина, муж — правитель Герцеговины Владислав Герцегович (1426/1427-1489)
- дочь, которую византинист Дональд Никол именует матерью Евдокии Кантакузины, чьим сыном был историк Теодор Spandounes.